# Avon Park
Avon Park is een plaats (city) in de Amerikaanse staat Florida, en valt bestuurlijk gezien onder Highlands County.

## Demografie
Bij de volkstelling in 2000 werd het aantal inwoners vastgesteld op 8542.
In 2006 is het aantal inwoners door het United States Census Bureau geschat op 9056, een stijging van 514 (6,0%).

## Geografie
Volgens het United States Census Bureau beslaat de plaats een oppervlakte van
14,6 km², waarvan 12,0 km² land en 2,6 km² water.

## Plaatsen in de nabije omgeving
De onderstaande figuur toont nabijgelegen plaatsen in een straal van 32 km rond Avon Park.